# Йовін (патрикій)
Йовін (лат. Jovinus; д/н — після 581) — ректор (намісник) і патрикій Провансу в 570—573 роках.

## Життєпис
Відомостей про нього обмаль. 570 року призначено Сігібертом I ректором і патрикієм Марсельського Провансу. Допомагав Муммолу, патрикію Арльського Провансу у війні проти лангобардів, що вдерлися на ці землі. Внаслідок інтриг 573 року втратив посаду.
581 року за підтримки Теодора, єпископа Марселю, домігся кафедри єпископа Юзесу. Втім Динамій, ректор і патрикій Марсельського Провансу, змусив клір Юзесу обрати свого кандидата — диякона Марцелла, сина сенатора Фелікса. Подальша доля Йовіна невідома.